# 任惟鏜
任惟鏜（1527年—？年），字子揚，四川重慶府巴縣人，明朝政治人物。

## 生平
治《易經》，嘉靖十九年（1540年）由國子生中式庚子科四川鄉試第二十八名舉人，嘉靖四十一年（1562年）壬戌科會試第二百七十二名，第三甲第八十名進士。授吉安府推官。萬曆初官雲南臨安府知府。

## 家族
曾祖任瑛；祖任卿；父任冕，通判；母李氏。慈侍下，妻蹇氏，行二，兄任惟鈞（按察司僉事），弟惟鑑；惟鑰；惟鉉。